# Phomatospora sphaerulina
Phomatospora sphaerulina är en svampart som beskrevs av Grove 1922. Phomatospora sphaerulina ingår i släktet Phomatospora, ordningen kolkärnsvampar, klassen Sordariomycetes, divisionen sporsäcksvampar och riket svampar.   Inga underarter finns listade i Catalogue of Life.